# Vitalina Bațarașkina
Vitalina Bațarașkina (n. 1 octombrie 1996, Omsk, Rusia) este o trăgătoare de tir ce a reprezentat Rusia, medaliată olimpică. A participat la 2 ediții ale Jocurilor Olimpice (2016, 2020) în care a câștigat o medalie de argint.